# Аль-Харса (Сирія)
Аль-Харса (англ. al-Kharsa, араб. قرية الخرسا) — поселення в Сирії, що складає невеличку друзьку общину в нохії Аль-Аріка, яка входить до складу однойменної мінтаки Шагба в південній сирійській мухафазі Ас-Сувейда.